# 北斗文化学園インターナショナル調理技術専門学校
北斗文化学園インターナショナル調理技術専門学校 （ほくとぶんかがくえんインターナショナルちょうりぎじゅつせんもんがっこう、英語:Hokuto Bunka Academy's international School Of Culinary Arts、仏語:Académie Hokuto Bunka - Ecole Internationale des Arts Culinaires）とは、北海道室蘭市にある私立の専修学校。運営母体は、学校法人北斗文化学園。

## 概要
- ニースのポール・オジエ観光調理専門学校と学務提携を結んでおり、講師の招聘や短期研修・留学制度があるなど、フランスとの結びつきが強い。
- 平成11年に2年制課程に移行以来11年間、就職率100％を達成。[1]
- 就職分野は、日本料理が約30％、西洋料理が約20％、中華が約10％、製菓・製パンが約20％。就職先としては道内各地のホテル、レストランのほか、メーカー、病院・各種福祉施設の厨房など。留学を経たものの中には現地で就職するものもいる。[2]

## 沿革
- 1967年（昭和41年） - 1年生調理師養成課程として開校。
- 1999年（平成11年） - 修業年限2年間の専門課程調理師学科へと改組。
- 2004年（平成16年） - フランスのニースにある、ポール・オジエ観光調理専門学校と学務提携を締結。
- 2008年（平成20年） - 「北斗文化学園インターナショナル調理技術専門学校」と改称し、独立校化。

## 設置学科
- 調理師学科 （2年制・昼間・定員40名[3]）

## 所在地
- 北海道室蘭市山手町1丁目11-34

## アクセス
- JR室蘭本線室蘭駅から徒歩5分
- 道南バス6・7・12系統番号「NHK前」下車徒歩7分

## 取得できる資格・免許状

### 調理師学科
- 調理師免許 〈国家資格〉
- 食品技術管理専門士 〈全国調理師養成施設協会交付〉
- 専門調理師免許学科試験免除資格 〈厚生労働大臣指定〉
- 調理師養成施設助手資格 〈全国調理師養成施設協会交付〉
- 食育インストラクター 〈全国調理師養成施設協会交付〉
- 専門士称号(衛生関係分野) 〈文部科学大臣指定〉